# Natalia Espinoza
Natalia Espinoza (Manizales, Caldas, Colombia, 29 de marzo de 1989) es una futbolista colombiana que se juega como mediocampista en Macará de la Súperliga Femenina de Ecuador.

## Trayectoria
Espinoza comenzó su carrera en Deportivo Pereira y pasó por varios equipos colombianos durante sus primeros años como futbolista: Generaciones Palmiranas y Real Santander. Este último le permitió dar el salto a Nacional de Uruguay, club con el que clasificó a la Copa Libertadores 2023. También registra pasos por Alianza Lima de Perú, Zulia de Venezuela, Fernández Vial de Chile, Sol de América de Paraguay y Talleres de Argentina, además de representar a la Selección de Colombia. En 2024, recaló en Macará de Ecuador.